# Valentine Dyall
Valentine Dyall, född 7 maj 1908 i London, död 24 juni 1985 i London, var en brittisk skådespelare. Han var son till skådespelaren Franklin Dyall.

## Filmografi (urval)
- 1943 – Det började i Berlin
- 1945 – Caesar och Cleopatra
- 1946 – Nattbåt till Dublin
- 1952 – Ivanhoe – den svarte riddaren
- 1952 – Paul Temple i dödsfara
- 1953 – Riddarna av runda bordet
- 1963 – Det spökar på Hill House
- 1967 – Casino Royale
- 1976 – Glasskon och rosen
- 1977–1979 – Hemliga armén (TV-serie) (23 avsnitt)
- 1982 – Brittiska sjukan

## Fotnoter
1. 1 2  Discogs, Discogs artist-ID: 431861, läst: 9 oktober 2017.[källa från Wikidata]
2. ↑  Find a Grave, läs online, läst: 30 augusti 2019.[källa från Wikidata]